# Neustadt International Prize for Literature

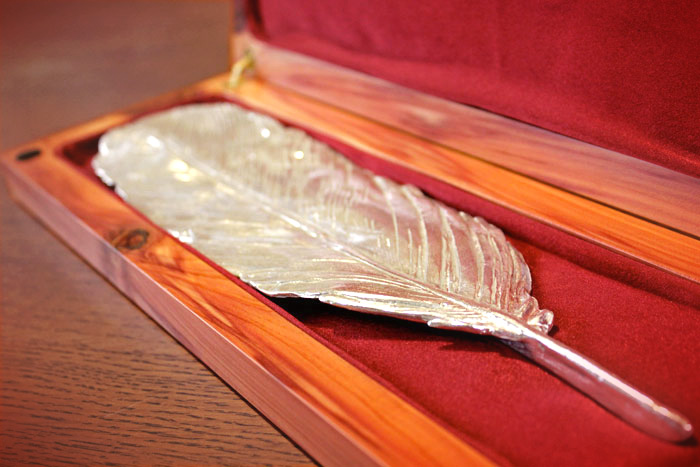
Plume d'aigle en argent du Neustadt International Prize for Literature.

Le Neustadt International Prize for Literature est un prix littéraire américain, créé en 1969, destiné à consacrer des romanciers, poètes ou dramaturges.
Le prix est biennal, parrainé par l'université d'Oklahoma et la critique World Literature Today. Comme le Prix Nobel de littérature, il est décerné pour l'œuvre d'un auteur. Les prix sont de 50 000 USD, un certificat et un trophée (une plume d'aigle en argent). La famille Neustadt garantit le prix à perpétuité.
Les candidats sont sélectionnés par un jury d'au moins sept membres.

## Lauréats
| Année | Nom                      | Nationalité          | Langue(s) |
| ----- | ------------------------ | -------------------- | --------- |
| 1970  | Giuseppe Ungaretti       | Italie               | italien   |
| 1972  | Gabriel García Márquez   | Colombie             | espagnol  |
| 1974  | Francis Ponge            | France               | français  |
| 1976  | Elizabeth Bishop         | États-Unis           | anglais   |
| 1978  | Czesław Miłosz           | Pologne              | polonais  |
| 1980  | Josef Škvorecký          | Tchécoslovaquie      | tchèque   |
| 1982  | Octavio Paz              | Mexique              | espagnol  |
| 1984  | Paavo Haavikko           | Finlande             | finnois   |
| 1986  | Max Frisch               | Suisse               | allemand  |
| 1988  | Raja Rao                 | Inde / États-Unis    | anglais   |
| 1990  | Tomas Tranströmer        | Suède                | suédois   |
| 1992  | João Cabral de Melo Neto | Brésil               | portugais |
| 1994  | Edward Kamau Brathwaite  | Barbade              | anglais   |
| 1996  | Assia Djebar             | Algérie              | français  |
| 1998  | Nuruddin Farah           | Somalie              | anglais   |
| 2000  | David Malouf             | Australie            | anglais   |
| 2002  | Álvaro Mutis             | Colombie             | espagnol  |
| 2004  | Adam Zagajewski          | Pologne              | polonais  |
| 2006  | Claribel Alegría         | Nicaragua / Salvador | espagnol  |
| 2008  | Patricia Grace           | Nouvelle-Zélande     | anglais   |
| 2010  | Duo Duo                  | Chine                | mandarin  |
| 2012  | Rohinton Mistry          | Inde / Canada        | anglais   |
| 2014  | Mia Couto                | Mozambique           | portugais |
| 2016  | Dubravka Ugrešić         | Croatie              | croate    |
| 2018  | Edwidge Danticat         | Haïti / États-Unis   | anglais   |
| 2020  | Ismail Kadaré            | Albanie              | albanais  |
| 2022  | Boubacar Boris Diop      | Sénégal              | français  |
| 2024  | Ananda Devi              | Maurice              | français  |